# Врањски партизански одред
Врањски народноослободилачки партизански (НОП) одред формиран је јула 1941. године у шуми више Врања на месту званом „Пржар“. Одред је био под руководством народног хероја Симе Погачаревића, столарског радника из Врања, који је погинуо 28. фебруара 1942. године код села Честелина. Врањски одред одмах почиње са акцијама, сечењем жица, онеспособљавањем комуникација, а августа 1941. године извршио је напад на рудник Трновац. Одред је сарађивао са Бабичким и Јабланичким одредом.

## Одред током 1944.
Одлуку о формирању Врањског НОП одреда донео је Главни штаб НОВ и ПО за Србију 4. фебруара 1944. године. 8. марта исте године у Трговишту (Врање) именован је штаб одреда, који се састао 10. априла 1944. у саставу: командант Сима Стојановић, политички комесар Милорад Стошић, заменик команданта Стратије Аризановић Праћка и заменик политичког комесара Славко Поповић. Одред je формиран у селу Брезовици (Врање) од бораца Осме српске народноослободилачке бригаде и бораца са терена тог краја. На дан формирања у строју је било око 80 бораца, сврстаних у две чете, с перспективом да се одред омасови и чете прерасту у батаљоне. Изводио је борбена дејства углавном на левој обали Јужне Мораве, на простору Врање — Пољаница –— Орутљица, против бугарске војске и четника Драже Михаиловића. Одред се омасовио и дао људство за попуну 22. српске дивизије HOBЈ.
За време бугарске „пролећне“ офанзиве против јединица НОВЈ које су биле на десној обали Јужне Мораве, Оперативни штаб HOB и ПО за српске, македонске и косовске јединице које су биле на том пропору, 19. маја 1944. године, у рејону Мокре главе на Герман планини, донео је одлуку н поново формирао Врањскп НОП одред, који је називан Други врањским НОП одредом. Одређен је штвб одреда у саставу: командант Љуба Трајковић, политички комесар Јован Манасијевић, заменик команданта Владимир Аризановић. Одред је до 25. маја изводио борбена дејства на простору Козјак — Пчиња, а затим се пребацио у рејон Дуге Луке — Сливница – Црни Врх. Због непријатељске офанзиве и великог марша маневра из разних јединици НОВЈ борци су се прикључивали Врањском одреду који је нарастао на око 400 бораца које је штаб одреда распоредио у три батаљона. Затим је велики број бораца упућен у своје јединице, а одред јачине око 240 бораца пребацио се на прстор Јелшиница, одакле око 20. јуна прелази на леву обалу Јужне Мораве и избија на простор Врање — Пољаница — Округлица, где се ставља под команду штаба 22. српске дивизије и учествује у обезбеђењу болнице с рањеницима ове дивизије. Недалеко од Веље главе, у Јабланици, близу границе Косова и Србије, 28. јуна, балисти су напали болницу и Врањски НОП одред. У дводневној борби одред је ишао осетне губитке у погинулима, рањенима н заробљенима, а страдала је и болница са преко 250 рањеника. Остаци одреда прелазе у рејон Брезовице и Сливнице и улазе у састав Осме бригаде 22. дивизије HOBЈ.
Јула 1944. године, штаб 22. српске дивизије поново је формирао Врањски НОП одред од четвртог батаљона Десете народноослободилачкс бригаде. Одред је изводио борбена дејства у рејону Врања. Поново је одред расформиран и људство упућено у друге оперативне јединице. Наредбом штаба 46. српске дивизије НОВЈ 16. октобра опет је формиран Врањски НОП одред са 150 бораца Друге сурдуличке народноослободилачке бригаде, која je расформирана. Одред је узео учешће у чишћењу терена у рејону Врања од заосталих група четника и спроводио мобилизацију људства за попуну оперативних јединица НОВЈ. Одред је расформиран 5. новембра 1944. године наредбом Главног штаба HOB H ПО за Србију. Људство је ушло у јединицу КНОЈ–а.